# فوسو ریاکوکی

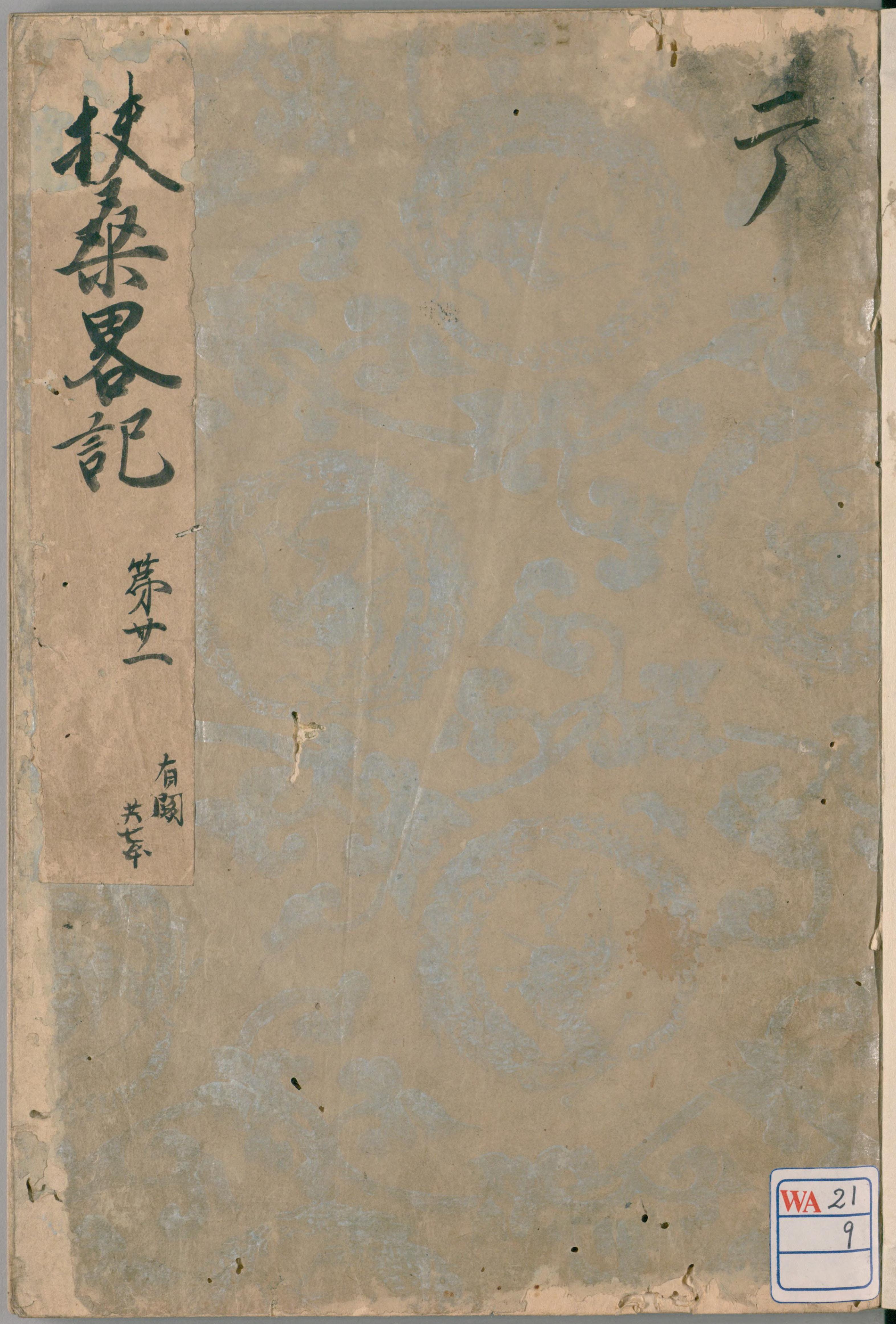

فوسو ریاکوکی (به ژاپنی: (扶桑略記 Fusō Ryakuki)، «تاریخ مختصر فوسانگ» نوشته هونن، یک متن تاریخی ژاپنی است که در پایان قرن دوازدهم گردآوری شده است. به آن Fusō-ki (扶桑記) یا Fusō-shū (扶桑集) نیز می‌گویند.